# يوهانس فيدمان
يوهانس فيدمان (1460 - بعد 1498) كان عالم رياضيات ألماني. ظهرت الرموز + و - لأول مرة مطبوعة في كتابه الحساب التجاري أو العمليات الحسابية بطريقة سريعة منظمة لكل التجار (بالألمانية: Behende und hüpsche Rechenung auff allen Kauffmanschafft)‏ المنشور في لايبزيغ عام 1489، استخدام الرموز هنا كان لتوضيح الفوائض والنواقص في الحسابات وليس كرموز لعمليات حسابية والمعروف حاليا.
وُلِدَ فيدمان في إيجر في بوهيميا، والتحق بجامعة لايبزيغ في شتاء فصل 1480 الدراسي. حصل على شهادة البكالوريا (بكالوريوس في الآداب) عام 1482 ودرجة المجستير [الإنجليزية] (الدكتوراه) عام 1485.
نشر فيدمان كتابه العمليات الحسابية بطريقة سريعة منظمة لكل التجار (بالألمانية: Behende und hüpsche Rechenung auff allen Kauffmanschafft)‏، وفيه استخدم رموز الجمع والطرح + و - في لايبزيغ عام 1489. نُشرت طبعات أخرى في بفورتسهايم وهاغويناو وأوغسبورغ .بعدها حاضر حول أساسيات الحساب، حسابات الخطوط المستقيمة، والجبر، وتعتبر محاضرته عن الجبر الأولى من نوعها في ألمانيا، ووصلت لنا عن طريق الملاحظات المدونة في مفكرة أحد الطلاب. في هذه المحاضرة ناقش الأربع وعشرين نوعا من المعادلات التي يتعامل معها ممارسي الجبر ووضحهم بالعديد من الأمثلة. 
حوالي عام 1495 نشر فيدمان باللاتنية Algorithmus Integrorum with probis Annexis ، Algorithmus linealis ، Algorithmus minutiarum phisicarum ، Algorithmus minutiarum vulgarium ، Regula falsi apud philosophantes augmenti et decrementi appellata und Tractatus ratioum plusquam aure.
مات في لايبزيغ.
عندما كان آدم ريس في إرفورت بين عامي 1518 و 1522، قرأ محاضرة فيدمان عن الجبر (موجودة اليوم في مكتبة ولاية سكسونيا)، واستعار منها بعض الأمثلة ولم يكن يعرف مؤلفها.